# 全国交通安全母の会連合会
社団法人全国交通安全母の会連合会（ぜんこくこうつあんぜんははのかいれんごうかい）は、内閣府所管の特例社団法人。全交母（ぜんこうぼ）と略称される。2011年3月31日に解散。

## 概要
全国の市町村にある交通安全のボランティア団体「交通安全母の会」（略称：「母の会」「交母」など）の、全国規模での連合組織。市町村母の会は、典型的には小学校・中学校に通う児童生徒の母親で構成され、「○○市（・町・村）交通安全母の会」の様に称している。市町村により違いはあるが、児童生徒の母親であれば自動的に母の会会員になるとされている地域もあり、本人が自覚しないまま会員となっている場合もある。
但し、地域により活動内容や会員の母体などが異なる場合もあり、下記のような形態をとる母の会もある。
- 「交通安全協会婦人（女性）部」など「母の会」の名称を用いていない
- 市町村ではなく、警察署の管轄区域を単位として「○○地区交通安全母の会」と称している
- 近年では「交通安全父母の会」と称して会員の性別を問わないところもある

主な事業は、子どもと高齢者に対する交通安全の啓発活動であり、学校・幼稚園・保育園や老人クラブなどでの交通安全教室の主催や、高齢者の世帯訪問活動などを行なっている。また、会員である母親自身の交通安全意識の高揚の活動も行なっており、母親を対象とした交通安全教室などを開催している。
- 所在：東京都文京区本駒込2-27-15
- 設立：1974年9月3日
- 会長：山﨑信子